# Johann Gottlieb Eduard von Stainlein

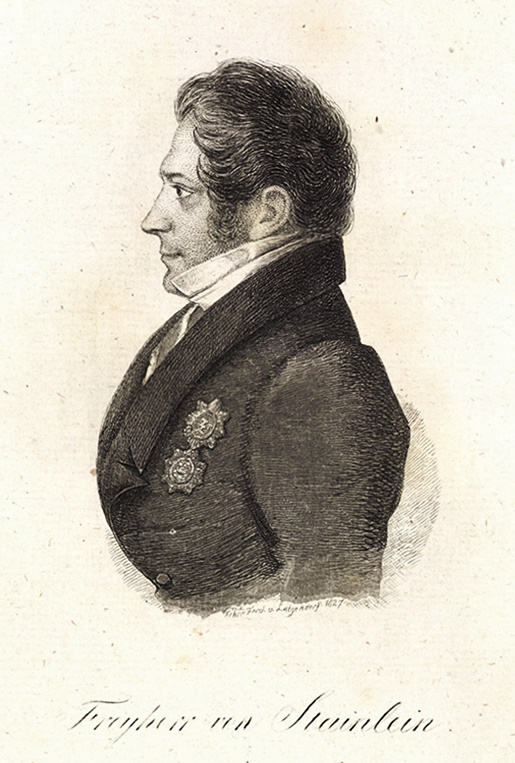
Johann von Stainlein

Johann Gottlieb Eduard von Stainlein, später Graf von Solenstein (* 16. März 1785 in Hof, Fürstentum Kulmbach-Bayreuth; † 23. Januar 1833 in Pest) war ein bayerischer Gesandter und ungarischer Magnat.

## Leben
Er war der einzige Sohn des markgräflich bayreuthischen Justizrates Friedrich von Stainlein. Er besuchte das Hofer Gymnasium Albertinum. Am 23. Oktober 1803 immatrikulierte er sich an der Friedrich-Alexander-Universität Erlangen für Kameralwissenschaft. Er wurde Mitglied des Corps Baruthia, das drei Monate zuvor gestiftet worden war.

### Bayerische Dienste
Stainlein trat 1806 als Sekretär in den diplomatischen Dienst Kurpfalz-Bayerns. Er wurde 1810 provisorisch zur Gesandtschaft des neuen Königreichs Bayern in Wien versetzt und 1812 zum Legationssekretär ernannt. Maximilian I. Joseph (Bayern) erhob ihn am 29. September 1815 in den Freiherrenstand. Er wurde 1816 zum Legationsrat und 1817 zum bevollmächtigten Minister und außerordentlichen Gesandten in Wien ernannt. Seit 1819 Geheimer Rat, unterzeichnete er 1820 die Wiener Schlussakte des Deutschen Bundes. Der König schätzte Stainlein, der sich besonders bei den Verhandlungen über die 1824 erfolgte Eheschließung von Prinzessin Sophie Friederike von Bayern mit Erzherzog Franz Karl von Österreich hervortat. Die Braut war eine Tochter von König Max I. Joseph und die Eheleute sollten die Eltern des zukünftigen Kaisers Franz Joseph I. werden.
1825 starb der bayerische König Max I. Joseph. Sein Nachfolger Ludwig I. berief Stainlein wegen Unstimmigkeiten am 21. Februar 1826 von seinem Wiener Posten ab.
Der Graf war königlich bayerischer Kammerherr und Großkreuz des Verdienstordens der Bayerischen Krone. Weiterhin trug er den österreichischen Orden der Eisernen Krone I. Klasse (verbunden mit dem Geheimratstitel), das Komturkreuz des österreichischen Leopold-Ordens und das Ritterkreuz III. Klasse des preußischen Roten Adlerordens.

### Privatmann

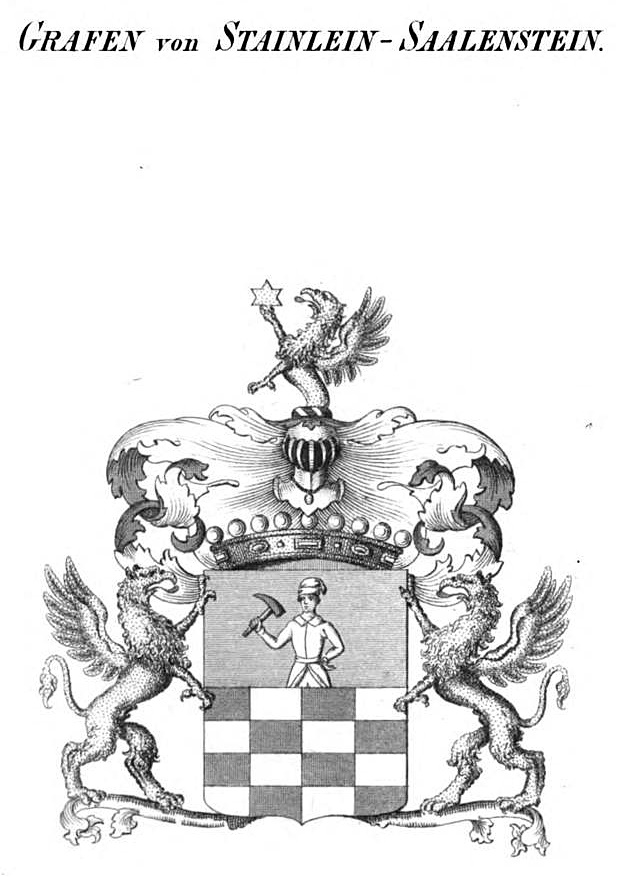
Wappen der Grafen von Stainlein-Saalenstein (seit 1830)

Am 1. März 1826 Generalkommissar und Regierungspräsident der Unterdonaukreise zu werden, lehnte er ab. Er verließ den Staatsdienst, erwarb das ungarische Indigenat und zog sich ins Privatleben zurück. Zumeist hielt er sich auf den Erbgütern im Komitat Hont auf. Am 28. Mai 1830 erfolgte die Erhebung der Familie in den bayerischen Grafenstand, mit dem Zusatzprädikat von Saalenstein. Erst 1841, Jahre nach Stainleins Tod, wurde die Grafenwürde für die Witwe und die Kinder auch im Königreich Ungarn anerkannt.
Keine 48 Jahre alt, erlag Stainlein in Pest dem Typhus.

### Ehe und Nachfahren
Stainlein war Protestant und heiratete um 1817 Susanne von Hellenbach (1794–1881) aus einem alten lutherischen Adelsgeschlecht Ungarns. Ihr Vater Joseph von Hellenbach war der letzte männliche Vertreter seiner Familienlinie und dem Paar fielen daher große Erbgüter in Ungarn zu. Mit seiner Gattin hatte er mehrere Kinder. Der Sohn Ludwig von Stainlein (1819–1867) erlangte als Musiker bzw. Komponist Bekanntheit und konvertierte 1858 zum katholischen Glauben. Die Tochter Malwina (1822–1878) heiratete Heinrich Wilhelm Joseph von Wilczek, Sohn des österreichischen Politikers Friedrich von Wilczek (1790–1861).